# Opernroman
Opernroman ist ein Roman von Petra Morsbach. Er erschien im Jahr 1998 im Eichborn Verlag in der Reihe Die Andere Bibliothek.

## Zum Werk
Petra Morsbach hat selbst zehn Jahre lang als Dramaturgin an deutschen Stadttheatern gearbeitet, sie verarbeitet nun im Opernroman ihre Erfahrungen „über das Leben und Lieben hinter den Kulissen, über intrigante Intendanten, treulose Tenöre und desillusionierte Dramaturgen.“ Arbeit, Liebe und Alltag sind die Themenkomplexe, die den Roman durchziehen und in immer neuen Variationen wiederaufgenommen werden – wie in einer musikalischen Komposition.
Die Handlung schreitet entlang an fünf aufeinanderfolgenden Inszenierungen fort: Tristan und Isolde (Augenblicke), Figaros Hochzeit (Die Arbeit), Fidelio (Die Liebe), Die Fledermaus (Alltag), Deutsches Requiem (Abschiede). Diese, jeweils in sich geteilt durch zahlreiche Szenen, Dialoge, Anekdoten und Reflexionen, stellen gewissermaßen die Akte eines großen Dramas dar.
"Der Roman hat auch formal und stilistisch die schillernde Qualität von Oper, ein gut Teil ist Kolportage, Klischee, Kitsch. Sentimentalität, die gebannt und gesteigert wird durch eine prägnante, fast lakonisch formale Gliederung: kleine Episoden, Einzelstücke, werden durch Staffelung, durch gutes Timing, in Spannung zueinander gesetzt (wie Nummern in der Oper), so daß Steigerungen, Verzögerungen, Entladungen, geniale Auf- und ernüchternde Abschwünge entstehen", beschrieb Benedikt Gondolf das Buch in der aspekte-Leseliste

## Handlung
In der Kantine, im Orchestergraben oder im Beleuchtungsraum der Oper hier spitzen sich die wahren Tragödien zu und entladen sich in Liebesszenen in den Garderoben. Musiker, Techniker, Regisseure und Sänger verlieben sich ineinander, intrigieren gegeneinander und schaffen es immer wieder miteinander ein Opernwerk auf die Bühne zu bringen.

## Kritiken
Der Roman kam im Dezember 1998 auf die Bestenliste des Südwestfunks, im Januar 1999 auf die Bestenliste der Zeit. Am 14. Dezember 1998 wurde er in Das literarische Quartett besprochen.
Die Kritiken waren kontrovers:

„Ein Buch von zauberhafter Leichtigkeit... ein Künstlerroman, der seinesgleichen sucht; er ist kenntnisreich, unterhaltsam und welthaltig zugleich. Nichts, kein Etikett und keine Umschreibung vermag die raffinierte Schwerelosigkeit dieses Textes genau zu fassen... Der Opernroman beweist eigenes Format, indem er sich weder der Nostalgie noch dem Fortschritt verschreibt, sondern unbeirrt das ganze, rätselhafte Spektrum der Gegenwart ausleuchtet.“

„Man fragt sich, was solches, auf Entlarvungserfolge wie 'Der Campus' zielend und doch nur die 'Lindenstraße' meinend, eigentlich in Hans Magnus Enzensbergers 'Anderer Bibliothek' verloren hat. Als Heftchen im Bahnhofskiosk wäre es im richtigen Fach.“

„Im übrigen handelt es sich, die Frage literarischer Qualität einmal beiseite gelassen, um ein amüsantes und lehrreiches Sachbuch über gewisse Aspekte des Opernbetriebs.“

„Dies ist ein sympathisches Buch mit sehr viel Humor, sehr vielen intelligenten Bemerkungen. [...] Alle sehnen sich nach Erfolg und manche sehnen sich nach ein bißchen Liebe - und das wird so zwischendurch gezeigt und beweist, daß das doch eine gute Autorin ist, die Frau Morsbach. [...] Also, ich kann nur sagen: Ich empfehle dieses Buch!“

## Ausgaben
- Opernroman. Eichborn Verlag, Frankfurt am Main 1998, ISBN 3-8218-4476-0.
- Opernroman. Goldmann Taschenbuch, München 2000, ISBN 3-442-72484-8.
- Opernroman. Von der Autorin überarbeitete und korrigierte Ausgabe. Btb, München 2015, ISBN 978-3-442-74961-4.
- Opernroman. Penguin, München 2018, ISBN 978-3-328-10394-3.